# Casablanca
Casablanca (arab. الدار البيضاء, Ad-Dār al-Bayḍāʾ; marok. arab. ḍ-Ḍar l-Biḍa) – miasto w zachodnim Maroku, nad Oceanem Atlantyckim, siedziba administracyjna regionu Casablanca-Sattat. W 2024 roku liczyło ok. 3,2 mln mieszkańców, co czyni je największym pod względem liczby ludności miastem w kraju oraz całym Maghrebie.
Casablanca jest głównym ośrodkiem przemysłowym i kulturowym oraz największym portem morskim Maroka.
Tutaj odbyła się historyczna konferencja w Casablance.
30 km na południe od Casablanki znajduje się port lotniczy Casablanca. Otwarta została jedna linia tramwajowa.

## Zabytki i atrakcje turystyczne

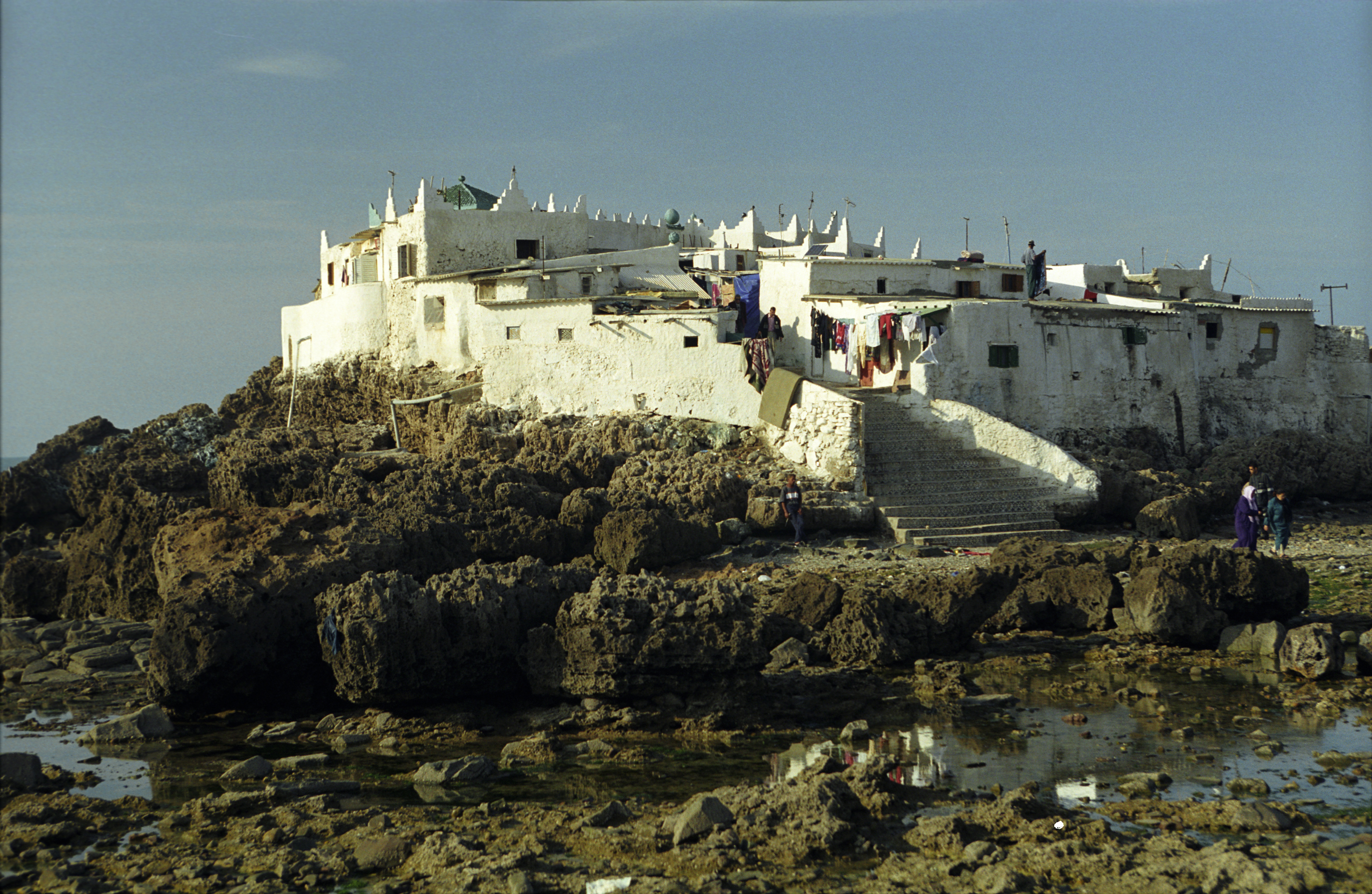
Sidi Abd ar-Rahman - marabut Casablanki

- historyczne centrum miasta (medyna)
- Meczet Hasana II
- Wielki Meczet z XVIII wieku

## Sport
Kluby sportowe:
- Raja Casablanca
- Wydad Casablanca

W mieście urodził się także francuski kolarz zawodowy Richard Virenque.
W latach 2001–2004 rozgrywany był tutaj kobiecy turniej tenisowy cyklu WTA Tour, Grand Prix de SAR La Princesse Lalla Meryem.

## Edukacja
- Emlyon Business School
- Toulouse Business School

## Klimat
| Miesiąc                          | Sty  | Lut  | Mar  | Kwi  | Maj  | Cze  | Lip  | Sie  | Wrz  | Paź  | Lis  | Gru  | Roczna |
| -------------------------------- | ---- | ---- | ---- | ---- | ---- | ---- | ---- | ---- | ---- | ---- | ---- | ---- | ------ |
| Średnie temperatury w dzień [°C] | 17.5 | 17.9 | 19.7 | 20.7 | 22.7 | 24.9 | 26.0 | 26.8 | 26.1 | 24.7 | 21.0 | 19.1 | 22,3   |
| Średnie dobowe temperatury [°C]  | 13.0 | 13.7 | 15.6 | 17.0 | 19.2 | 21.6 | 22.8 | 23.6 | 22.6 | 20.7 | 16.8 | 14.5 | 18,5   |
| Średnie temperatury w nocy [°C]  | 9.0  | 9.5  | 11.4 | 13.2 | 15.7 | 18.7 | 20.2 | 20.9 | 19.6 | 17.1 | 12.9 | 10.5 | 14,5   |
| Opady [mm]                       | 63.1 | 42.0 | 42.2 | 38.6 | 15.3 | 1.4  | 0.1  | 0.6  | 35.6 | 46.2 | 82.6 | 62.5 | 430    |
| Średnia liczba dni z opadami     | 9.5  | 8.4  | 7.2  | 7.0  | 4.6  | 0.9  | 0.1  | 0.6  | 2.9  | 5.7  | 9.2  | 9.9  | 66,1   |
| Średnie usłonecznienie [h]       | 190  | 189  | 241  | 262  | 294  | 285  | 303  | 294  | 258  | 234  | 191  | 183  | 2923   |
| Źródło: climatebase.ru           |      |      |      |      |      |      |      |      |      |      |      |      |        |

| Sty  | Lut  | Mar  | Kwi  | Maj  | Cze  | Lip  | Sie  | Wrz  | Paź  | Lis  | Gru  | Rok  |
| ---- | ---- | ---- | ---- | ---- | ---- | ---- | ---- | ---- | ---- | ---- | ---- | ---- |
| 17,6 | 17,0 | 17,1 | 18,4 | 19,6 | 21,8 | 22,7 | 23,3 | 23,1 | 22,4 | 20,4 | 18,4 | 20,2 |